# Agliana
Agliana es una localidad italiana de la provincia de Pistoia, región de Toscana, con  16.267 habitantes.

## Evolución demográfica
| Gráfica de evolución demográfica de Agliana entre 1861 y 2001 |
|                                                               |
| Fuente ISTAT - Elaboración gráfica por parte de Wikipedia     |

## Monumentos y lugares de interés
- Iglesia de San Miguel Arcángel (San Michele Arcangelo).
- Iglesia de San Nicolás (San Niccolò).
- Iglesia de San Pedro (San Piero).
- Iglesia de Santa María, en la localidad de Spedalino Asnelli.

### Arquitectura civil
- Edificio Fantacci

### Personas destacadas
- Christian Orlandi actor italiano